# Крістоф Зібер
Крістоф Зібер  (нім. Christoph Sieber, 9 січня 1971) — австрійський яхтсмен, олімпійський чемпіон.

## Виступи на Олімпіадах
| Олімпіада      | Дисципліна  | Місце |
| -------------- | ----------- | ----- |
| Барселона 1992 | віндсерфинг | 5     |
| Сідней 2000    | віндсерфинг | 1     |

## Зовнішні посилання
- Досьє на sport.references.com [Архівовано 29 січня 2010 у Wayback Machine.]